# Élections générales italiennes de 2006 en Vallée d'Aoste
Les élections générales italiennes de 2006 eurent lieu les 9 et 10 avril 2006.
Dans la circonscription électorale à siège unique de la Vallée d'Aoste, Robert Nicco (Démocrates de gauche, Autonomie Liberté Démocratie) est élu député tandis que le sénateur sortant Auguste Rollandin (Union valdôtaine, Liste Vallée d'Aoste est battu par Carlo Perrin (Renouveau valdôtain, Autonomie Liberté Démocratie).

## Résultats

### Chambre des députés
| Candidat             | Parti/coalition                             | votes  | %     |
| -------------------- | ------------------------------------------- | ------ | ----- |
| Robert Nicco         | Autonomie Liberté Démocratie                | 34,168 | 43.4  |
| Marco Viérin         | Liste Vallée d'Aoste                        | 24,119 | 30.7  |
| Massimo Lattanzi     | Forza Italia - Alliance nationale           | 13,374 | 17.0  |
| Luca Bringhen        | Union des démocrates chrétiens et du centre | 2,282  | 2.9   |
| Alessandra Mussolini | Alternative sociale                         | 1,587  | 2.0   |
| Vincenzo Falco       | Ligue du Nord Vallée d'Aoste                | 1,566  | 2.0   |
| Marco Bertone        | Parti des retraités                         | 1,135  | 1.4   |
| Marcello Pierantonio | Flamme Tricolore                            | 430    | 0.6   |
|                      | Total                                       | 78,661 | 100.0 |

Source: Ministère de l'Intérieur

### Sénat
| Candidat           | Parti/coalition                             | votes  | %     |
| ------------------ | ------------------------------------------- | ------ | ----- |
| Charles Perrin     | Autonomie Liberté Démocratie                | 32,554 | 44.2  |
| Auguste Rollandin  | Liste Vallée d'Aoste                        | 23,574 | 32.0  |
| Luigi Magnani      | Forza Italia – Alliance nationale           | 11,505 | 15.6  |
| Luigi Bracci       | Union des démocrates chrétiens et du centre | 2,264  | 3.1   |
| Sergio Ferrero     | Ligue du Nord Vallée d'Aoste                | 1,574  | 2.1   |
| Silvio Pedullà     | Parti des retraités                         | 1,046  | 1.4   |
| Giancarlo Borluzzi | Alternative sociale                         | 775    | 1.1   |
| Eusebio Margara    | Flamme Tricolore                            | 416    | 0.6   |
|                    | Total                                       | 73.708 | 100.0 |

Source: Ministère de l'Intérieur